# Miniopterus australis
Miniopterus australis is een vleermuis uit het geslacht Miniopterus die voorkomt van Sulawesi en de Molukken tot Vanuatu, Nieuw-Caledonië en Oost-Australië en mogelijk ook de Filipijnen, Borneo, Java en de Kleine Soenda-eilanden. De soort behoort tot de groep van kleine Aziatische Miniopterus-soorten die ook M. macrocneme, M. paululus, M. pusillus en M. shortridgei omvat.

## Leefwijze en gedrag
Zoals de meeste Miniopterus-soorten is het een veelvoorkomende, in grotten levende soort. Op Nieuw-Guinea is de soort echter minder algemeen. Mogelijk migreert hij daar, afhankelijk van het seizoen. In Australië leeft hij in allerlei habitats, van moerassen tot regenwouden. Hij foerageert tussen de vegetatie. De Australische populaties hebben de paartijd in juli en augustus; jongen worden in december geboren. In de Filipijnen komt M. australis (in feite waarschijnlijk M. paululus) niet alleen voor in regenwoud, maar ook in landbouwgebieden.

## Verspreiding
M. australis komt voor op de eilanden van Zuidoost-Azië, in Melanesië en in Australië. De Filipijnse vorm, die mogelijk niet tot M. australis behoort, is gevonden op de eilanden Bongao, Bohol, Capiz, Catanduanes, Guimaras, Leyte, Luzon, Mindanao, Negros, Palawan, Panay, Polillo en Siquijor. Op Sulawesi is de soort slechts enkele keren gevangen. In de omgeving van Nieuw-Guinea is de soort gevonden op de eilanden Ambon, Anatom, Aore, de Aru-eilanden, Batjan, Batanta, Buka, Buru, Choiseul, Efate, Espiritu Santo, Fergusson, Gebe, Guadalcanal, Japen, de Kai-eilanden, Kiriwina, Lifou, Malaita, Malakula, Malo, Maré, Misima, Nieuw-Brittannië, Nieuw-Caledonië, Nieuw-Ierland, Numfor, Ouvéa, Rennell, San Cristobal, Seram, Sudest, Tanna, Tegua, Toga, Waigeo, Woodlark en Yule. Op Nieuw-Guinea is de soort op een groot aantal plaatsen gevonden, tot op 1500 m hoogte, vooral in het oosten van het eiland. In Australië komt de soort voor langs de oostkust van het Kaap York-schiereiland tot de omgeving van Newcastle in New South Wales.

## Taxonomie
In oudere classificaties worden de kleine Aziatische Miniopterus-soorten meestal allemaal tot M. australis gerekend. Pas vanaf het begin van de jaren 80 werd duidelijk dat M. australis en M. pusillus over een groot deel van hun verspreidingsgebied samen voorkomen. In sommige classificaties uit die tijd werden ook andere soorten, zoals M. paululus, erkend. In de tweede editie van het gezaghebbende naslagwerk Mammal Species of the World (1993) werden binnen de groep alleen M. australis en M. pusillus erkend. In 1995 werden de oostelijke populaties van M. pusillus door de Australische bioloog Tim Flannery als een aparte soort, M. macrocneme, erkend in zijn boeken Mammals of New Guinea en Mammals of the South-West Pacific and Moluccan Islands. In 2002 verscheen een artikel van de biologen Darrell Kitchener en Agustinus Suyanto, waarin de taxonomie van de kleine Aziatische Miniopterus-soorten op basis van morfologische en morfometrische gegevens geherformuleerd werd. De westelijke populaties van M. australis werden in twee andere soorten ondergebracht: M. paululus op de Yamdena-eilanden, Borneo en de Filipijnen, en M. shortridgei op Java en de Kleine Soenda-eilanden. De auteurs schreven dat de populatie op de Kai-eilanden, die over het algemeen groter is (vooral het scheenbeen) is lang, maar een kleinere schedel heeft, waarschijnlijk een aparte, onbeschreven ondersoort vertegenwoordigt. In de derde editie van Mammal Species of the World, die in 2005 verscheen, werden M. paululus en M. shortridgei als aparte soorten erkend, maar de Filipijnen, Borneo en Java werden nog steeds onder de verspreiding van M. australis genoemd. Daar werd geen reden voor gegeven.
Er zijn vier ondersoorten:
- Miniopterus australis australis Tomes, 1858 (Vanuatu en Nieuw-Caledonië)
- Miniopterus australis solomonensis Maeda, 1982 (Salomonseilanden)
- Miniopterus australis tibialis Tomes, 1858 (overige populaties)
- Miniopterus australis subsp. indet. A (Kai-eilanden)

## Beschrijving
M. australis lijkt sterk op de andere Miniopterus-soorten: het is een bruinachtige vleermuis met een zeer korte bek, een hoog voorhoofd en brede, ronde oren. De derde vinger is extreem lang. De meeste Miniopterus-soorten die in dezelfde regio voorkomen zijn groter, maar zijn verwanten M. paululus en M. shortridgei zijn wat kleiner. De tibia van M. australis is relatief kort.
In onderstaande tabel zijn maten van M. australis uit verschillende delen van de verspreiding opgenomen (inclusief Filipijnse populaties die mogelijk tot M. paululus behoren). Ter vergelijking zijn ook maten voor M. paululus, M. shortridgei en M. pusillus opgenomen. Voor een groot aantal populaties en exemplaren is alleen de voorarmlengte gepubliceerd: Palawan (36,2-37,8 voor 4 exemplaren), Sulawesi (37,4-40,0, n=2), Ambon (36,6-38,9, n=10), Ceram (37,2-38,4, n=2), Batjan (39,0-39,3, n=2), de Aru-eilanden (37,7-41,3, n=14), Waigeo (39,3, n=1), Nieuw-Guinea (37,9-40,9, n=61), Yule (39,7-40,8, n=4), San Cristobal, Malaita en Guadalcanal (38,6-41,4, n=15), Rennell (34,5-37,5, n=26), Vanuatu (34,9-38,9, n=147), Nieuw-Caledonië (36,3-38,6, n=21).
| Populatie                                    | Aantal exemplaren | Kop-romplengte (mm) | Staartlengte (mm) | Voorarmlengte (mm) | Tibialengte (mm) | Oorlengte (mm) | Gewicht (g) |
| -------------------------------------------- | ----------------- | ------------------- | ----------------- | ------------------ | ---------------- | -------------- | ----------- |
| Efate (M. a. australis)                      | 10                | 35,8-42,0           | 37,7-44,2         | 36,0-38,3          | 13,8-15,7        | 8,5-10,5       | 5,0-6,4     |
| Sandaun (M. a. tibialis)                     | 12                | 38-47               | -                 | 41-45              | 11-13            | 8-12           | 7-9         |
| Putei (Papoea-Nieuw-Guinea) (M. a. tibialis) | 10                | 41,5-47,4           | 36,3-46,3         | 38,8-40,4          | 15,2-16,5        | 9,7-11,7       | -           |
| Australië (M. a. tibialis)                   | 93                | 33,9-50,5           | 30,9-48,9         | 37,4-40,8          | 14,8-16,9        | 8,7-11,9       | -           |
| Australië (M. a. tibialis)                   | -                 | 40-45               | 39-47             | 37-41              | -                | 7-11           | 5,2-8,3     |
| Kai-eilanden (M. a. subsp. indet.)           | 3                 | 40,3-47,7           | 39,5-40,2         | 40,8-41,6          | 16,9-17,3        | 9,6-9,9        | -           |
| Noord-Sulawesi (M. a. tibialis)              | 4                 | -                   | 38,0-40,6         | 39,0-40,6          | 15,8-16,9        | -              | -           |
| Miniopterus paululus                         | 34                | 37,0-45,1           | 31,2-39,0         | 34,2-38,7          | 13,9-15,6        | 9,6-11,5       | -           |
| Miniopterus pusillus                         | 34                | 38,4-50,2           | 39,7-51,2         | 36,5-44,3          | 14,7-20,2        | 9,2-10,9       | -           |
| Miniopterus shortridgei                      | 150               | 33,5-46,3           | 27,3-64,0         | 33,3-39,3          | 13,4-16,4        | 8,3-10,8       | -           |